# Fontein (Gavere)

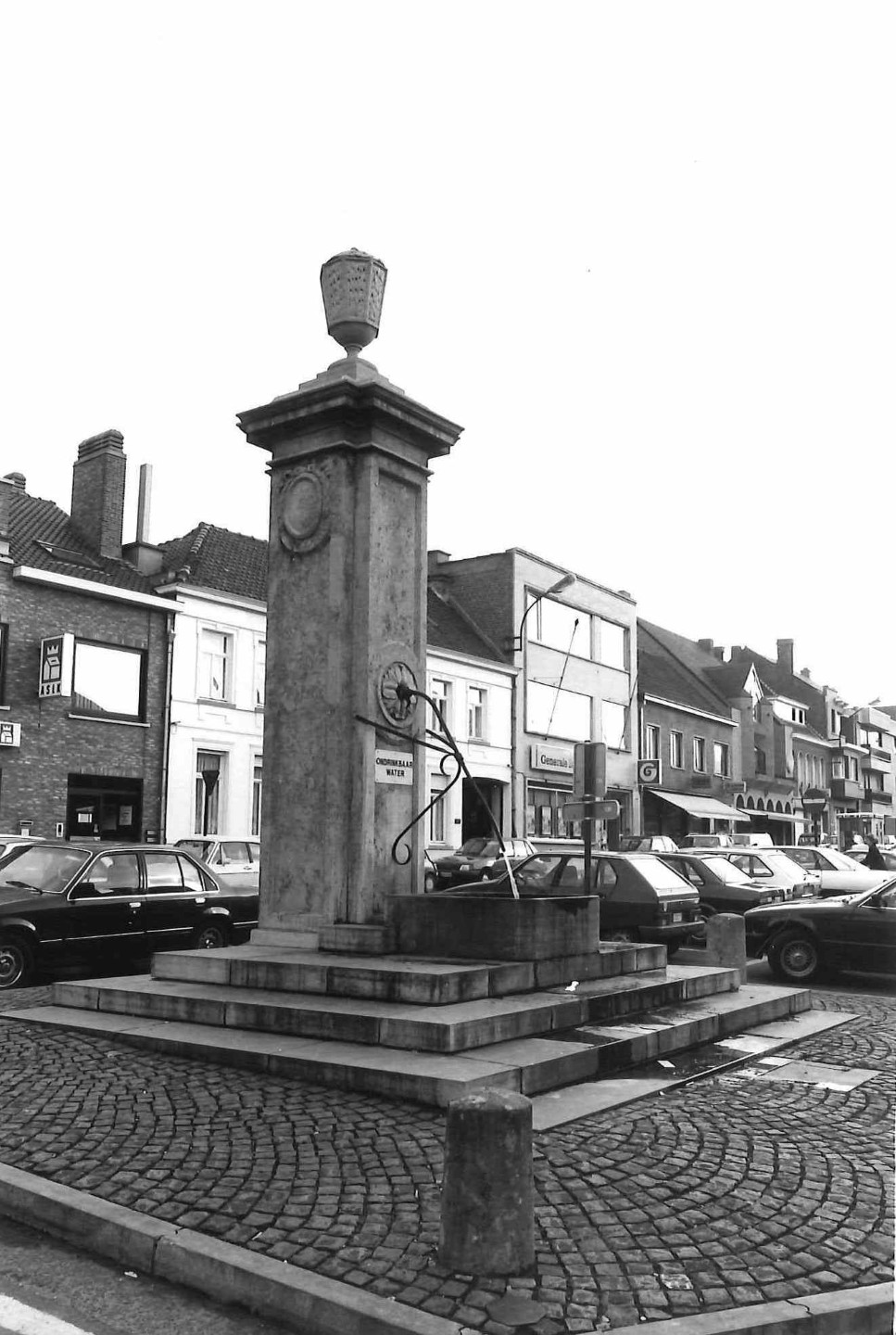
Fontein

De fontein is een monument in de Oost-Vlaamse plaats Gavere, gelegen op de Markt.
Deze fontein werd ontworpen door Louis-Joseph Montoyer en opgericht in 1780-1781. Via buizen wordt het water van de nabijgelegen Sint-Amandusbron naar deze fontein geleid. De stroom komt, via een sproeier in de vorm van een vis, uit een vierkante arduinen zuil. Het water wordt in een rechthoekige waterbak verzameld. Bovenop de zuil bevindt zich een siervaas.